# HTTPS Everywhere
HTTPS Everywhere era una estensione libera e gratuita per i browser Google Chrome, Mozilla Firefox (anche su Android) e Opera, creata dalla collaborazione fra The Tor Project e la Electronic Frontier Foundation (EFF). Questa estensione serviva per far usare ai siti internet il protocollo di connessione HTTPS se lo supportano, per proteggersi da attacchi di tipo man-in-the-middle (MITM).  Dopo che molti browser preinstallarono la stessa funzione di base, l'estensione fu deprecata nel gennaio 2023 e non riceverà più aggiornamenti.
HTTPS Everywhere protegge l'utente quando visita un sito che supporta l'applicazione, ossia con determinate rulesets. L'estensione del browser attiverà automaticamente la crittografia HTTPS per tutte le parti supportate del sito. Se un sito permette HTTPS per il testo, ma non le immagini, il caricamento delle immagini non sarà sicuro. HTTPS Everywhere dipende interamente sulle caratteristiche di sicurezza dei singoli siti web che si utilizzano; se si utilizza un sito non supportato da HTTPS Everywhere o un sito che fornisce alcune informazioni in modo insicuro, HTTPS Everywhere non può fornire una protezione aggiuntiva per l'uso di quel sito.
Con l'estensione era inoltre possibile attivare la modalità "Blocca tutte le richieste HTTP" per una maggiore protezione.
A seguito della diffusa adozione di HTTPS sul Web e dell'integrazione della modalità solo HTTPS sui principali browser, l'estensione è stata discontinuata nel gennaio del 2023.